# قاچاق‌شده
قاچاق‌شده (به انگلیسی: Trafficked) فیلمی است در ژانر درام و مهیج محصول ۲۰۱۷ آمریکا. فیلم را ویل والاس کارگردانی کرده و هنرپیشگانی مانند آن آرچر، شان پاتریک فلانری و اشلی جاد در آن به ایفای نقش پرداخته‌اند.

## داستان
تعدادی دختر جوان از اقصی نقاط جهان برای تن‌فروشی دزدیده شده و به تگزاس آورده شده‌اند. هر کدام از این دخترها داستانی دارند. رئیس کارتلی که آنها را به تن‌فروشی وادار کرده به آنها قول داده که در صورت همخوابگی با پانصد مشتری آزادشان کند. ولی وقتی دختری آمریکایی -که به بهانهٔ مانکن شدن دزدیده شده- هر پانصد مورد را گذراند و از آزادی‌اش خبری نشد و وقتی اعتراض کرد کشته شد، بقیهٔ دخترها دانستند که این وعده دروغی بیش نیست. سرانجام در شبی که بین دو کارتل درگیری در می‌گیرد سه تن از دختران، یکی آمریکایی و دو تای دیگر هندی و نیجریه‌ای از فرصت استفاده کرده می‌گریزند.